# Вентена (Арецо)
Вентена је насеље у Италији у округу Арецо, региону Тоскана.
Према процени из 2011. у насељу је живело 55 становника. Насеље се налази на надморској висини од 369 м.